# Anna Finocchiaro
Anna Finocchiaro (ur. 31 marca 1955 w Modice) – włoska prawniczka, urzędniczka i polityk, parlamentarzystka, w latach 1996–1998 minister ds. równouprawnienia, od 2016 do 2018 minister ds. kontaktów z parlamentem, przewodnicząca frakcji senackich włoskiej lewicy.

## Życiorys
W 1978 ukończyła studia prawnicze, pracowała w jednym z oddziałów Banca d'Italia, w 1982 została zatrudniona jako urzędnik. W 1985 została zastępcą prokuratora w Katanii. Działalność polityczną rozpoczęła w ramach Włoskiej Partii Komunistycznej. W 1991 przystąpiła do powołanego na bazie PCI nowego ugrupowania – Demokratycznej Partii Lewicy. W 1987 z ramienia komunistów uzyskała mandat posłanki do Izby Deputowanych. Z powodzeniem ubiegała się o reelekcję, zasiadając w niższej izbie włoskiego parlamentu nieprzerwanie do 2006 w ramach X, XI, XII, XIII i XIV kadencji.
Od 17 maja 1996 do 21 października 1998 zajmowała stanowisko ministra ds. równouprawnienia w rządzie, na czele którego stał Romano Prodi. W 1998 została działaczką Demokratów Lewicy, stronnictwa powstałego w oparciu o PDS i małe ugrupowanie lewicowe.
W 2006 została wybierana w skład Senatu XV kadencji, przewodniczyła frakcji senackiej Drzewa Oliwnego. Z Demokratami Lewicy w 2007 przystąpiła do nowo powołanej Partii Demokratycznej. W 2008 bezskutecznie ubiegała się o stanowisko prezydenta Sycylii. W tym samym roku w przedterminowych wyborach parlamentarnych utrzymała mandat senatora na XVI kadencję, w której powołano ją na przewodniczącą partyjnego klubu senatorów. W 2013 została senatorem XVII kadencji.
12 grudnia 2016 ponownie weszła w skład włoskiego rządu. Premier Paolo Gentiloni powierzył jej funkcję ministra ds. kontaktów z parlamentem; pełniła ją do 1 czerwca 2018.